# Пьеро делла Франческа

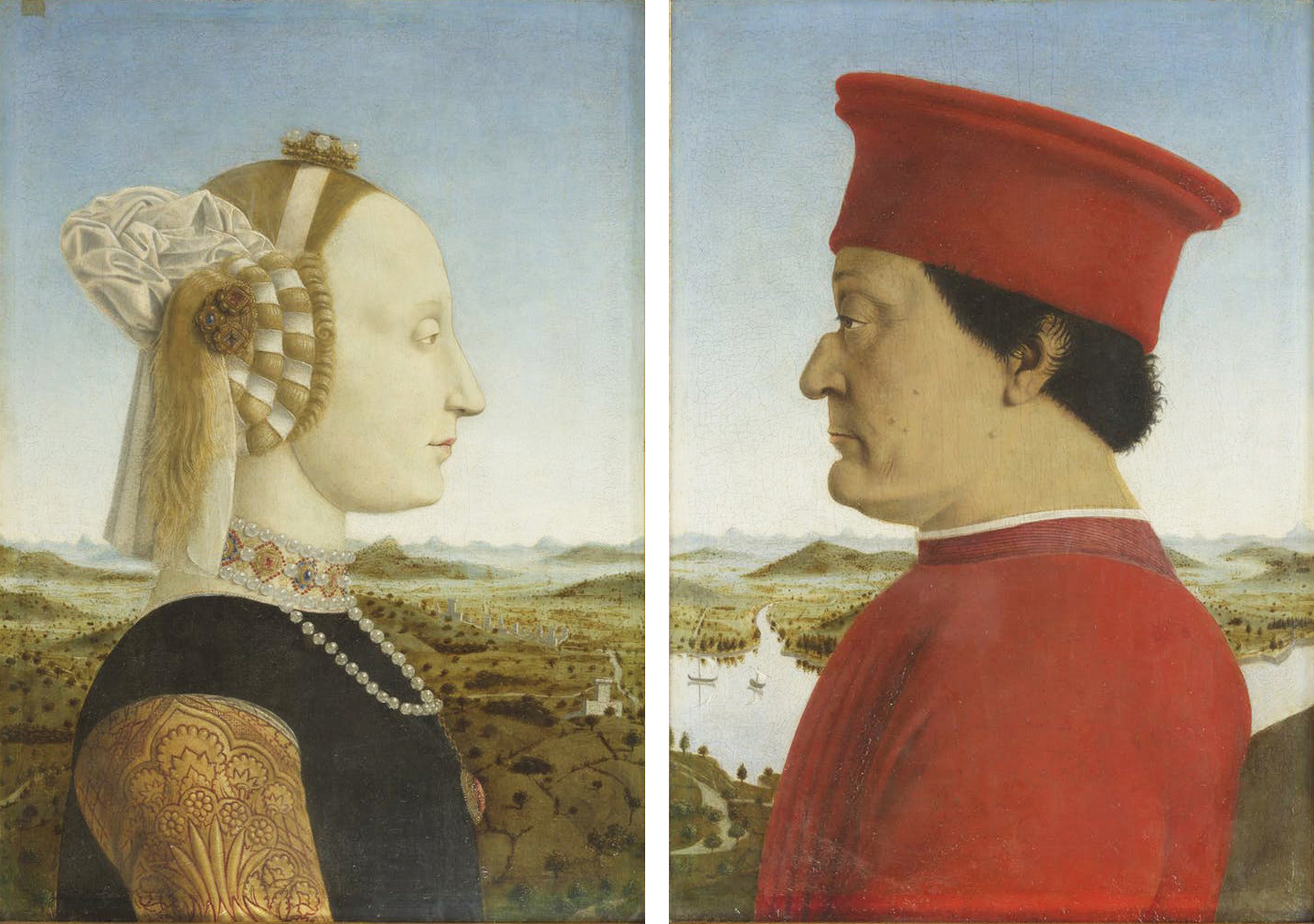
Урбинский диптих. Портрет Федериго да Монтефельтро и Баттисты Сфорца. Ок. 1465. Дерево, темпера. Уффици, Флоренция

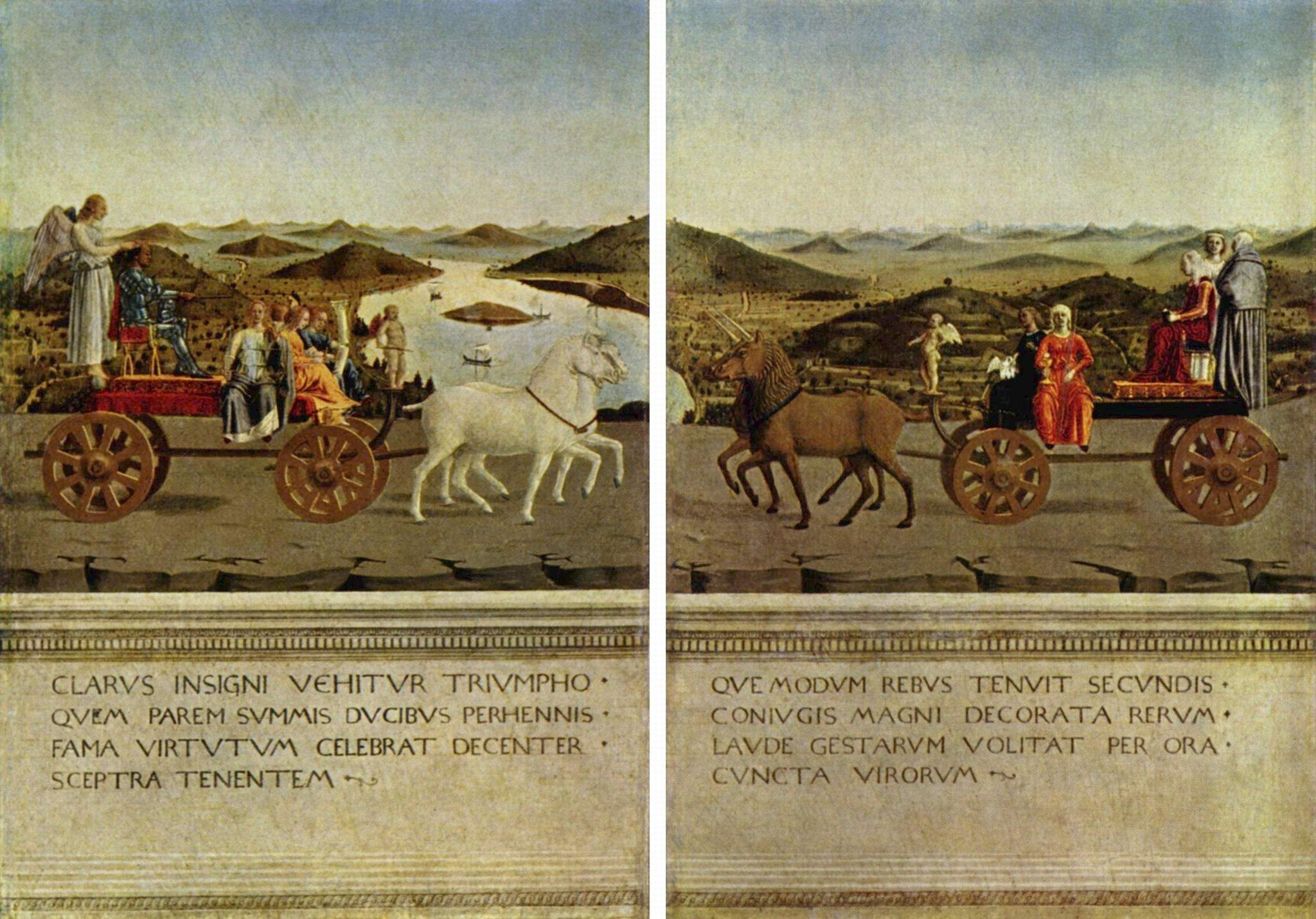
Триумф Федериго да Монтефельтро и Баттисты Сфорца. Оборотная сторона Урбинского диптиха. 1472. Дерево, масло. Уффици, Флоренция

Пье́ро ди Бенедетто деи Франческини (итал. Piero di Benedetto de' Franceschini; ок. 1420, Борго-Сансеполькро, Синьория Римини — 12 октября 1492, Борго-Сансеполькро, Флорентийская республика), более известный как Пьеро де́лла Франче́ска (Piero della Francescaо файле) или Пьеро дель Борго (Piero del Borgo), — живописец и теоретик искусства периода кватроченто — раннего итальянского Возрождения флорентийской школы.

## Биография

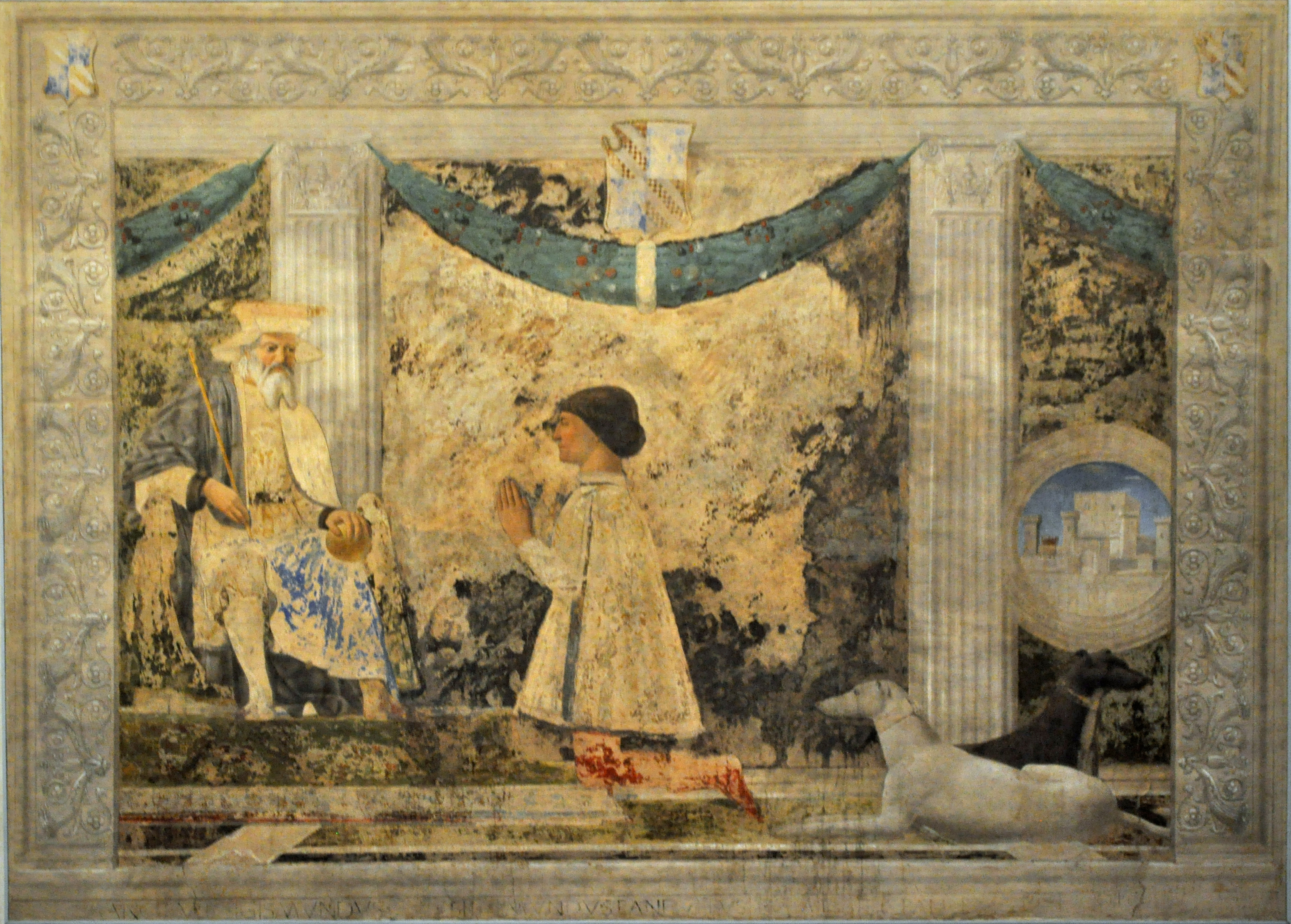
Сиджизмондо Малатеста перед Святым Сигизмундом. Фреска. 1451. Темпио Малатестиано, Римини

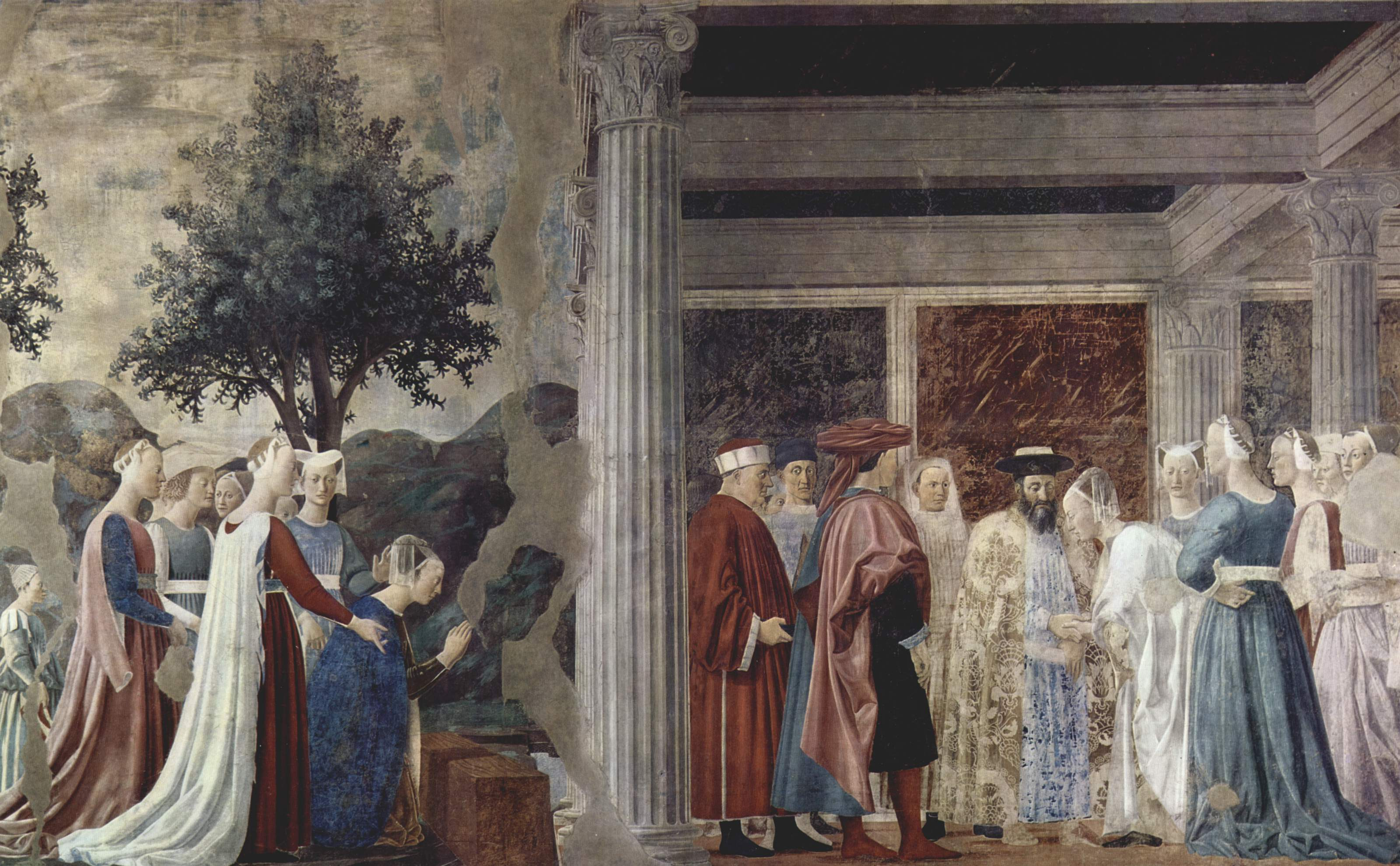
«Царица Савская преклоняет колени перед Животворящим Древом». «Визит царицы Савской к царю Соломону». Росписи капеллы Баччи церкви Сан-Франческо в Ареццо из цикла «История Животворящего Креста». 1452—1466

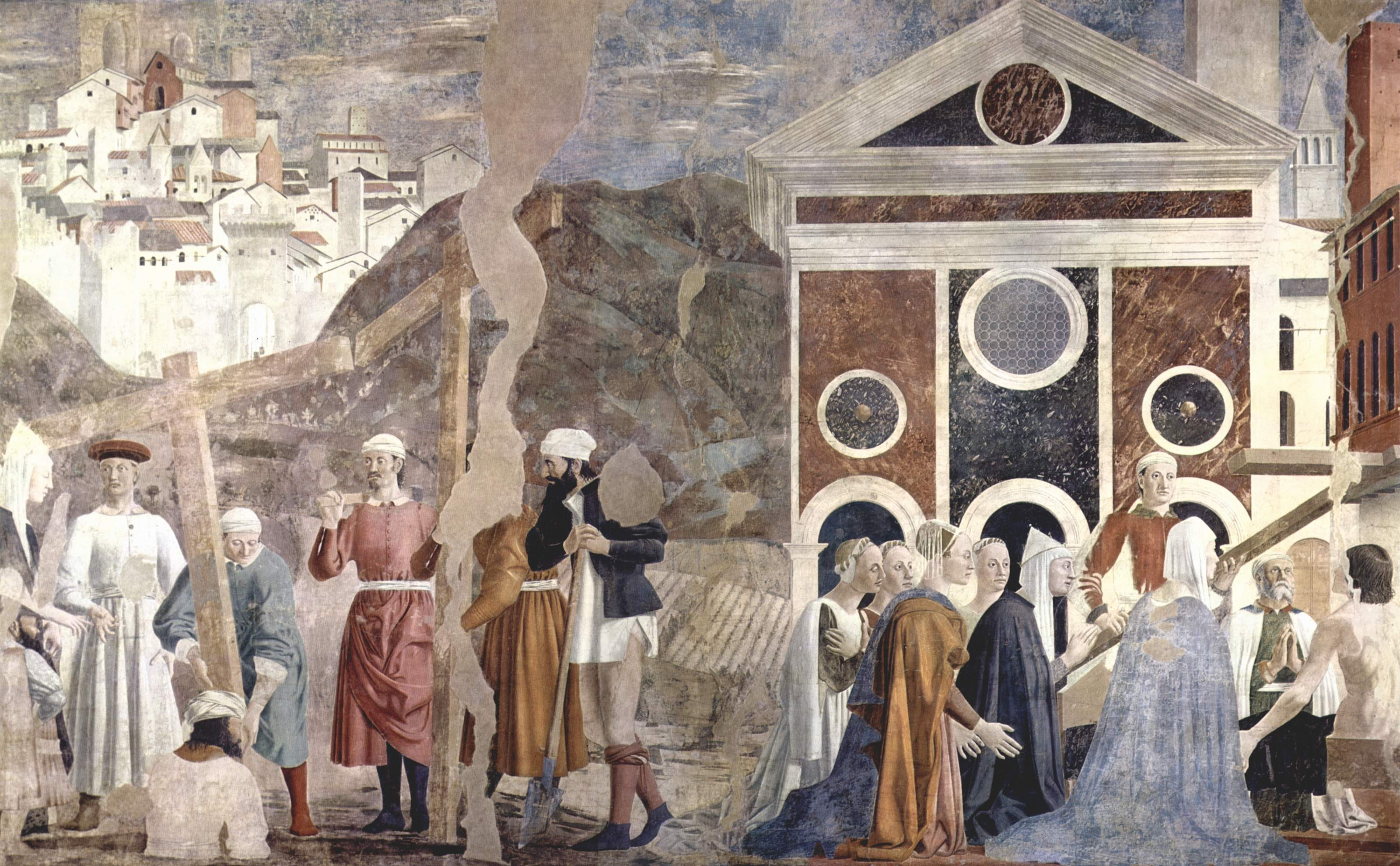
«Обретение и испытание Животворящего креста». Церковь Сан Франческо в Ареццо

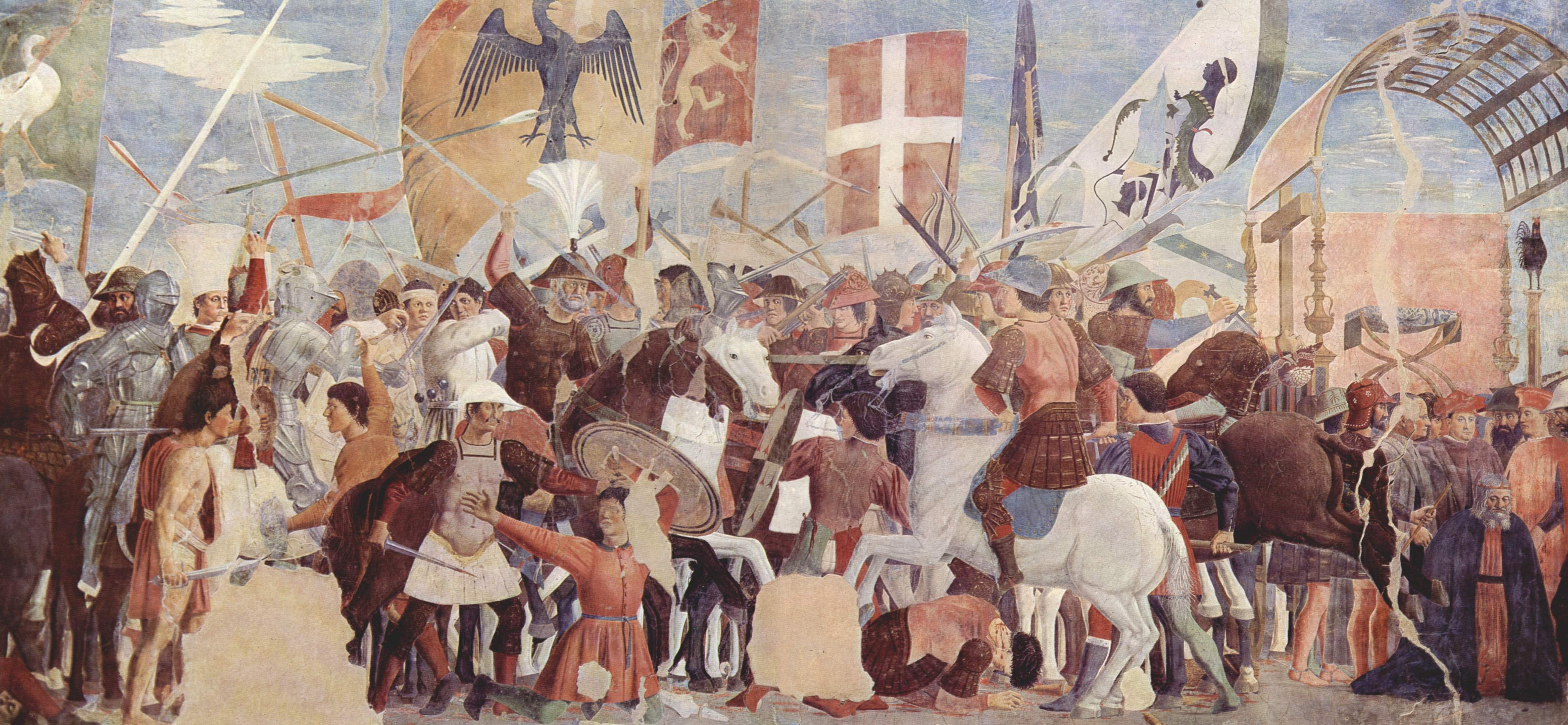
«Победа Ираклия над Хосровом». Церковь Сан Франческо в Ареццо

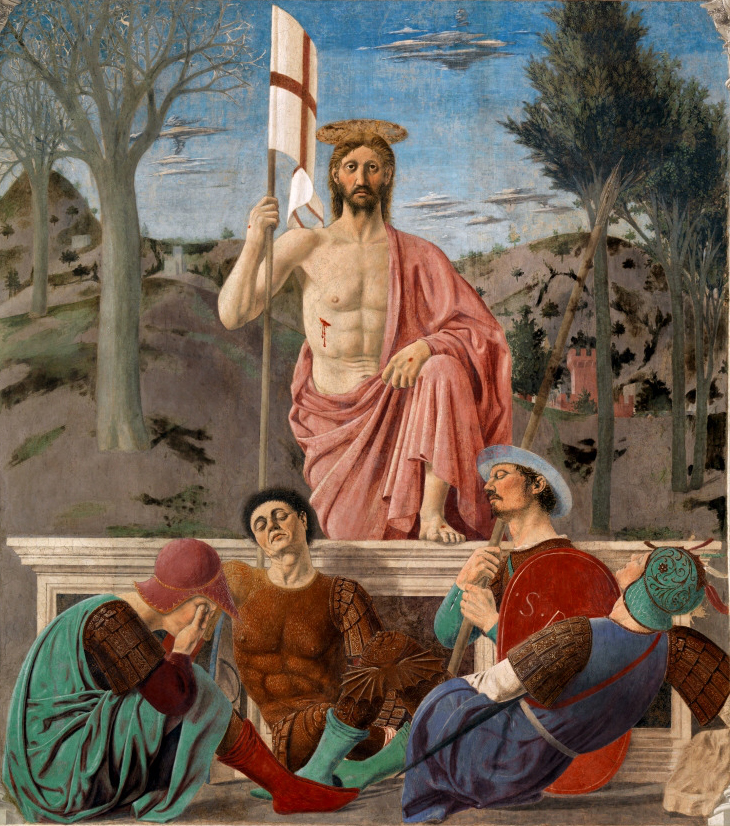
«Воскресение Христа». Палаццо Коммунале, Борго-Сан-Сеполькро

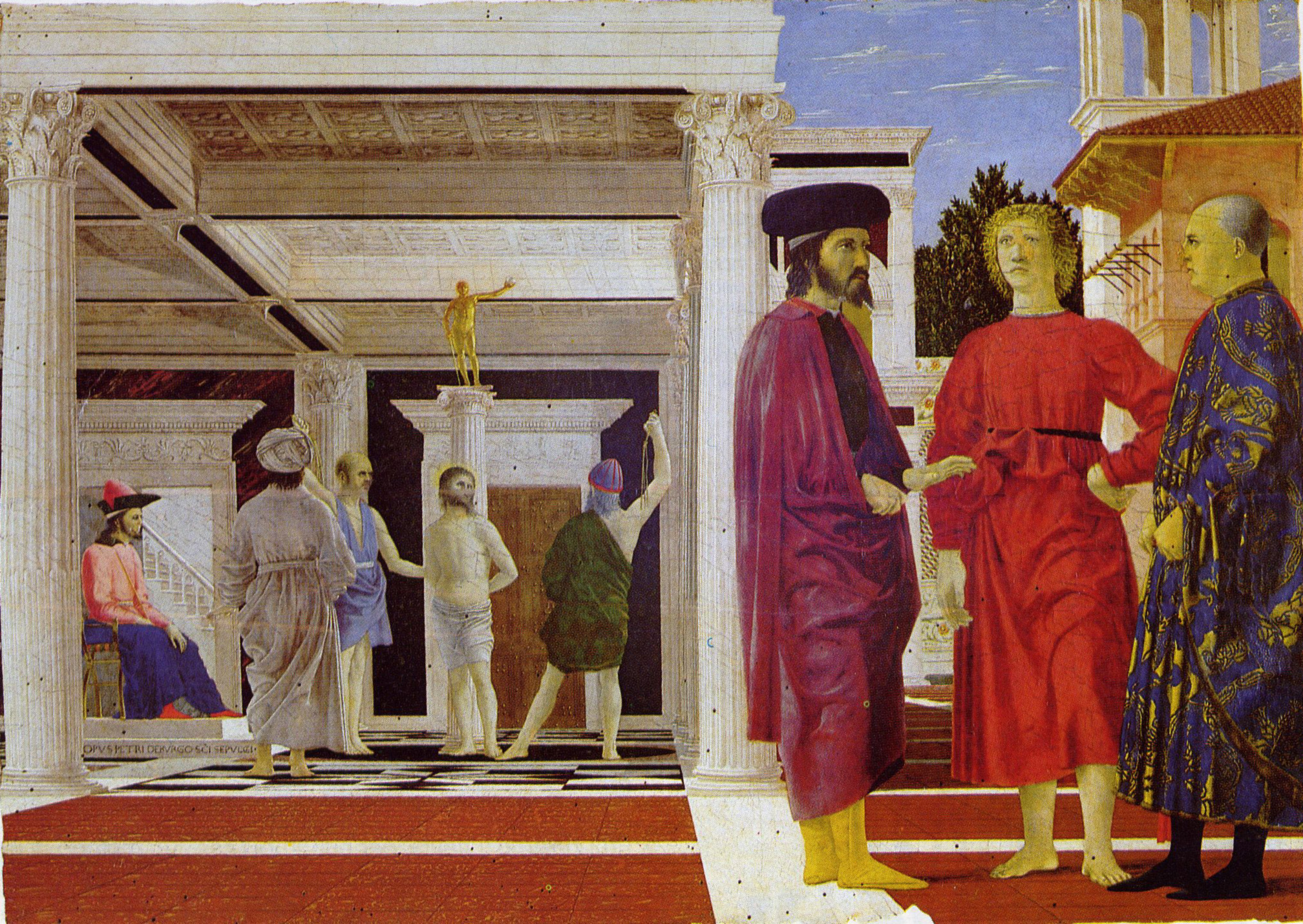
Бичевание Христа. 1455—1460. Дерево, темпера, масло. Национальная галерея Марке, Урбино

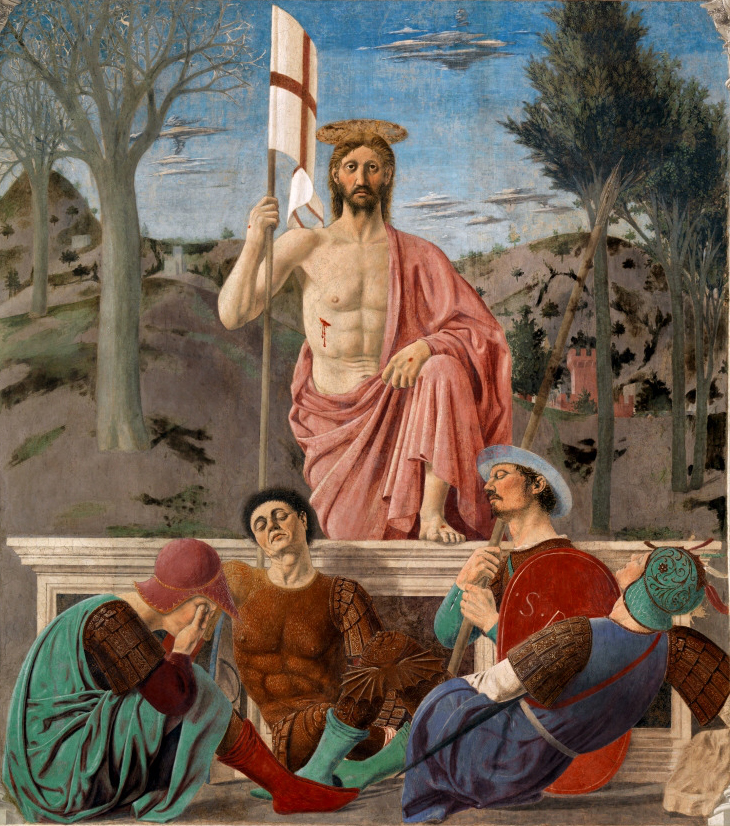
Воскресение Христа. Ок. 1460. Темпера, штукатурка. Пинакотека Комунале, Сансеполькро

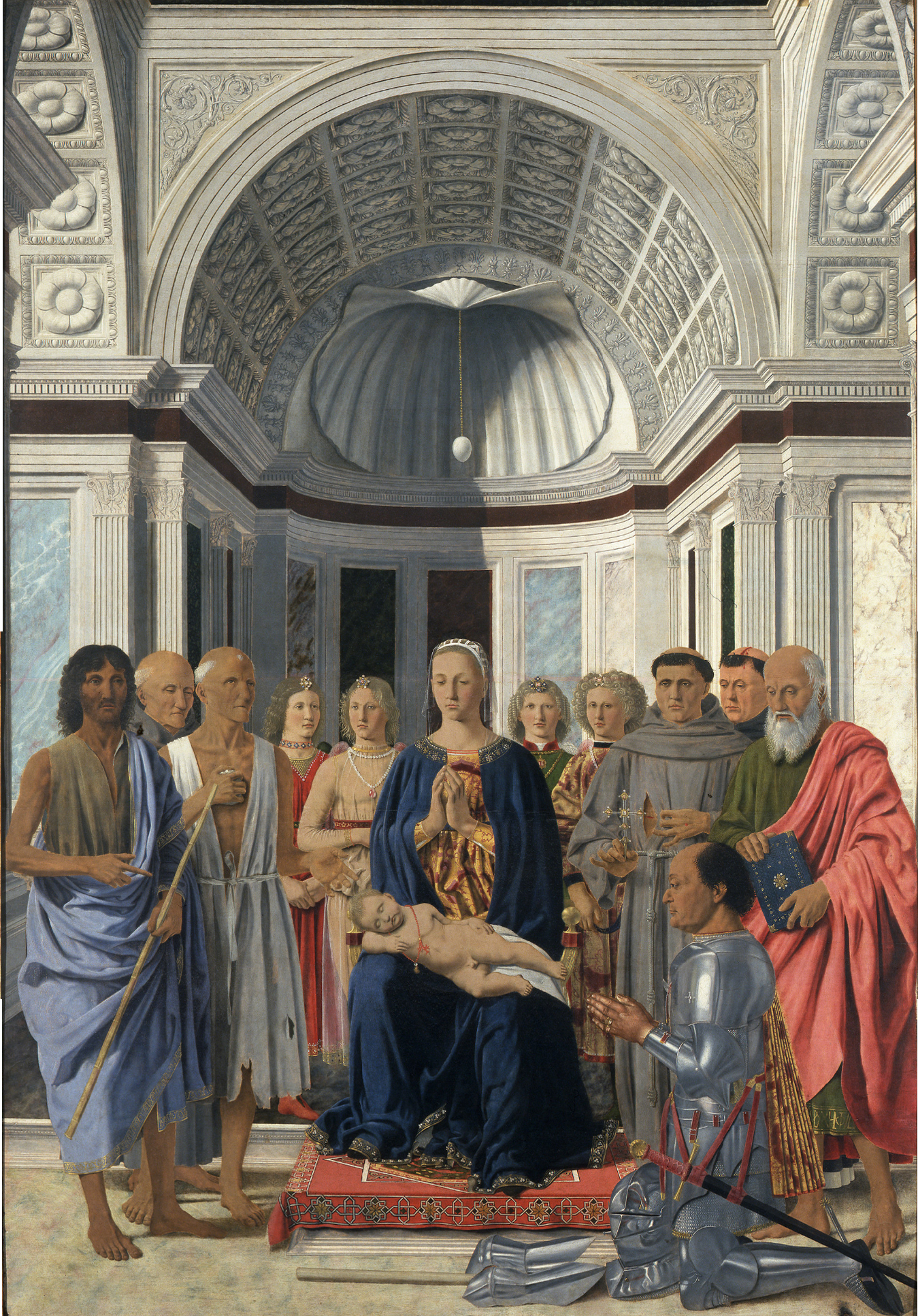
Алтарь Монтефельтро. 1472—1474. Дерево, темпера, масло. Пинакотека Брера, Милан

Пьеро был сыном Бенедетто де Франчески, богатого торговца тканями, и Романы ди Пьерино да Монтерки, дворянки из умбрийской семьи, в маленьком городке Борго-Сансеполькро («Городок Св. Гробницы»), в Тоскане, близ Ареццо, отсюда его позднейшее прозвание «Пьеро деревенский» (Piero del Borgo). Точная дата рождения неизвестна, так как пожар в муниципальном архиве Сансеполькро уничтожил все свидетельства о рождении.
Джорджо Вазари в своих «Жизнеописаниях наиболее знаменитых живописцев, ваятелей и зодчих» допустил неточность, написав, что: Пьеро «назвался по имени матери своей делла Франческа, ибо она осталась беременной им, когда его отец и её муж умер…». На самом деле художник именовал себя по имени своего рода (де Франчески), то есть по имени отца (либо матери: «ла Франческа», после того, как вышла замуж за Франческа), или города, откуда был родом: Пьеро ди Бенедетто да Борго-Сансеполькро.
Пьеро учился в монастырской школе (convento dei Servi di Maria) в Борго-Сансеполькро. В конце 1437 года он уже работал живописцем в главной церкви Сан-Сеполькро, камальдольского аббатства Сан-Джованни-Евангелиста. В 1438 году Пьеро упоминается в документах среди помощников Антонио д’Ангиари, которому доверили заказ на алтарь церкви Сан-Франческо в Сансеполькро. В 1439 году он работал во Флоренции, где, возможно, произошло его истинное формирование как художника. В 1435 году он упоминается среди помощников Доменико Венециано по написанию фресок (в «БСЭ1» назван его учеником), ныне утраченных в хоре церкви Сант-Эджидио. Возможно, он был учеником неизвестного живописца из Сиены. В 1439 году под руководством Доменико Венециано художник работал над украшением фресками церкви Санта-Мария-Нуова во Флоренции.
Он работал также в Перудже, Лорето, Ареццо, Монтерки, Риме, но всегда возвращался в родной городок, где с 1442 года он являлся городским советником (procuratore) и последние два десятилетия жизни провёл именно там. В сороковые годы Пьеро останавливался при различных итальянских дворах: в Ферраре, Урбино и, вероятно, в Болонье, создавая фрески, которые позднее были полностью утрачены. В Ферраре, возможно, у него состоялось знакомство с фламандским искусством, и даже встреча с Рогиром ван дер Вейденом, напрямую или через одну из его работ, которые он, возможно, оставил при феррарском дворе. Контакт с фламандцами особенно очевиден, если учесть раннее использование Пьеро делла Франческа техники масляной живописи.
В 1451 году Пьеро дель Борго был в Римини по приглашению Сиджизмондо Пандольфо по прозванию «Малатеста» (буквально означает «Дурная голова») для работы над храмом Темпио Малатестиано, где он оставил монументальную фреску «Сиджизмондо Малатеста перед Святым Сигизмундом». В Римини Пьеро, вероятно, встретил архитектора Леона Баттисту Альберти, по проекту которого возводили храм.
В 1452 году Пьеро делла Франческа призвали заменить умершего Биччи ди Лоренцо в росписи капеллы Баччи церкви Сан-Франческо в Ареццо, где он создал знаменитые фрески на тему «История Животворящего Креста» (1452—1466).
В 1458—1459 годах Пьеро работал в Риме по приглашению папы Пия II. Перед отъездом он оставил своего брата Марко заменить его в должности городского советника (procuratore) в Борго Сан-Сеполькро. В Риме он написал фрески в Папском дворце в Ватикане, но они были уничтожены в XVI веке, чтобы освободить место для росписей первой из «Станц Рафаэля», созданных Рафаэлем Санти вместе с учениками в 1508—1517 годах. В базилике Санта-Мария-Маджоре в Риме есть фреска с изображением Святого Луки, вероятно, написанная в мастерской Пьеро. К этим же годам обычно относят «Бичевание Христа», «Мадонну дель Парто» и, по некоторым данным, «Крещение Христа».
6 ноября 1459 года скончалась мать Пьеро, а 20 февраля 1464 года — его отец. Между 1465 и 1472 годами Пьеро находился при дворе Федерико да Монтефельтро в Урбино.
Пьеро делла Франческа по праву считается одним из главных представителей урбинской культуры, поскольку именно в Урбино его стиль достиг классической ясности. 1465—1472 годами датируется «Урбинский диптих» — двойной профильный портрет герцога Федериго да Монтефельтро и его супруги Баттисты Сфорца. Портреты помещены на фоне типичного для художника «урбинского пейзажа».
Работая в своём родном городе, Пьеро написал масляными красками образ «Матерь Милосердия, с предстоящими ей святыми» и пределлу к нему со сценами Страстей Господних. Эта работа была выполнена для местного Общества милосердия. Вторая фреска — «Воскресение Христа» (1458) — находится в Палаццо Коммунале.
После 1472 года Пьеро создал «Алтарь Монтефельтро» (Pala Montefeltro) — знаменитую алтарную картину, относящуюся к особому иконографическому типу «Святого Собеседования» (итал. Sacra Conversazione) — «молчаливой беседе», с образами Мадонны с Младенцем, шестью святыми, четырьмя ангелами и донатором (дарителем) Федерико да Монтефельтро. Картина хранится в Пинакотеке Брера в Милане. Долгое время эта картина находилась в глубине просторной апсиды. Архитектура, написанная художником на картине, «достраивала» действительную архитектуру церкви, чему способствовала иллюзорная трактовка светотени, но фигуры «выведены» художником из перспективы, они условно изображены «вне стен»: и не внутри, и не снаружи.
По утверждению Т. Кларка, архитектурный фон картины вдохновлён интерьером церкви Сант-Андреа в Мантуе (проект Леона Баттисты Альберти 1470 года). Работа над картиной была начата в 1472 году, и вполне вероятно, что между двумя художниками произошёл обмен мнениями и идеями во время их вероятной встречи в Римини и, возможно, в самом Урбино, хотя, скорее, архитектурное влияние следует приписать Филиппо Брунеллески.
Между 1480 и 1482 годами Пьеро делла Франческа был главой братства Сан-Бартоломео в своем родном городе. Он был учителем знаменитого Луки Синьорелли. стиль художника отразился в произведениях Мелоццо да Форли, Джованни Санти (отца Рафаэля Санти), и многих других умбрийских мастеров, и даже в ранних работах самого Рафаэля. К его ученикам причисляют также Лоренцо да Витербо, Пьетро Перуджино, Луку Пачоли. Под влиянием Пьеро работал Франческо дель Косса.
В последние годы, по словам Вазари, Пьеро поразила серьёзная болезнь глаз, не позволявшая ему работать. Он умер в Сансеполькро 12 октября 1492 года и был похоронен в церкви Бадиа-ди-Сансеполькро.

## Творчество
Считается, что индивидуальный стиль Пьеро сформировался под влиянием флорентийской школы живописи. Произведения мастера отличают торжественность, благородство и гармония образов, обобщённость форм, композиционная уравновешенность, пропорциональность, точность перспективных построений, наполненная светом мягкая гамма красок. В отношении колорита специалисты выделяют влияние на творчество художника Доменико Венециано и Мазаччо.
Однако известно, что под влиянием фламандцев Пьеро делла Франческа создал собственную, смешанную темперную и масляную технику живописи, композицию профильного портрета он разрабатывал, возможно, вдохновляясь медалями Пизанелло, а воплощение в его картинах и фресках ренессансной идеи гармонии человека и природы носит совершенно уникальный характер. В. Г. Власов писал по этому поводу следующее:

 Осваивая вслед за П. Уччелло приёмы прямой линейной перспективы, Пьеро делла Франческа продемонстрировал удивительно тонкое ощущение связи объёма и пространства: человеческих фигур, архитектуры и пейзажа. Фигуры на его фресках буквально «входят» в окружающее их пространство, а пространственная среда создаёт для них необходимую форму. Такой принцип изображения был впоследствии назван «формовычитанием» объёма из пространства и нашёл применение и дальнейшее развитие в изобразительном искусстве классицизма XVII—XIX веков. Сущностью нового стиля, созданного Пьеро, является особая «музыкальная» связанность линий, форм и красок. Отдельные элементы композиции тонко согласованы друг с другом, они откликаются, взаимодействуют, создавая атмосферу зрительных уподоблений, аллитераций, отражений, пластических метафор, «игры фигуры и фона», цветовых рифм и мелодий — всего того, что определяют понятием кантабильности
М. В. Алпатов отмечал в творчестве Пьеро делла Франческа особую формообразующую роль цвета:

Гамма красок Пьеро довольно широка: синее, лиловое, малиновое, киноварное, оранжевое, коричневое, жёлтое, зелёное. Краски дают понятие об отдельных предметах, но в пределах картины сопоставляются то по принципу дополнительных цветов (например красное и зелёное), то по принципу родства (например зелёное и голубое). Пьеро умело использует краски различной насыщенности и светосилы… Валёры обогащают его колорит, участвуют в пространственном построении, ни одна из его картин не выглядит пёстро расцвеченной. Цвет не противопоставляется нейтральному фону, предметы и интервалы между ними почти равнозначны. Вся поверхность картин образует единое цветистое поле… Здесь вспоминаются и росписи Древнего Египта, и греческая архаика, и, может быть, даже восточные фигурные ковры, в которых симметрия и зеркальность фигур и красок оправданы самой техникой тканья и вместе с тем сообщают всему исключительную значительность
По словам Л. Вентури «чудные дымно-сияющие краски» этого художника «сверкают, будто жемчуга в прозрачном воздухе», они создают "музыкальный ряд, особое настроение, атмосферу чистой живописи. Всё его искусство — «видение какого-то торжественно-радостного покоя… нового значения формы и краски».
По определению П. П. Муратова, перед фресками Пьеро «излишне кому-либо объяснять, что такое монументальное искусство… его душа — глубокая и древняя религиозность», в которой «дыхание каких-то безмерностей мира, природы, ощущаемой так, как ощущали её лишь древние». Возможно поэтому Пьеро делла Франческа «не самый популярный художник, он труден для понимания какой-то метафизической отстранённостью». Б. Беренсон назвал это качество «имперсональностью». Но, может быть, благодаря именно этому качеству, Пьеро стал выдающимся художником сельской Италии, впитав традиции сиенской и флорентийской школ. Его «глубочайший объективизм» противостоял скованности сиенцев и мании «осязательности формы» флорентийцев, и красочной стихии венецианцев. Поэтому Пьеро «стоит как бы в центре живописной культуры итальянского кватроченто». Это сделало его «художником всей Тосканы».

## Живопись и математика
Пьеро делла Франческа сочетал эмпирические достижения в методике и технике изобразительного искусства с анализом геометрических свойств изображаемых предметов и считался среди современников талантливым геометром. Математик Лука Пачоли называл его «королем математиков» (monarca dei matematici) среди художников. Пьеро в поздний период своего творчества вслед за Филиппо Брунеллески, Л. Б. Альберти, Паоло Тосканелли и Паоло Уччелло сумел изложить в завершённой форме математические принципы искусства перспективы, рассматривая их как «науку о живописи».
Из его теоретических сочинений сохранились трактаты «О живописной перспективе» (De prospectiva pingendi, 1482—1487) и «О пяти правильных телах» (De quinque corporibus regularibus, 1487). Математические сочинения с чертежами Пьеро делла Франческа хранятся в Амброзианской библиотеке в Милане. Первый трактат развивает идею Альберти о центральной проекции пространства на плоскость и содержит практические задачи по геометрии. Кроме того, разъясняются понятия, впоследствии ставшие основой учебного предмета начертательной геометрии для художников, такие как: повороты предметных фигур в перспективе и определение зрительных сокращений твёрдого тела путем проецирования его сечений на «картинную плоскость». Второй трактат, дополненный и переработанный Л. Пачоли в его известном труде «О божественной пропорции» (De Divina Proportione, 1509), возродил интерес к стереометрии, расцвет которого пришёлся позднее, на времена Иоганна Кеплера. В своём трактате Пьеро определяет размеры правильных многоугольников, многогранников и многогранников, вписанных в сферу; рассматривает пять из тринадцати известных Архимеду полуправильных многогранников и определяет объём и площадь тела, полученного при пересечении двух прямых и равных круговых цилиндров, имеющих оси, перпендикулярные друг другу.
Пьеро также является автором книги по счетам, практического руководства по математике для торговцев: «Трактат об абаке» (Trattato dell’abaco). Абакой называли «счётную доску» (название добавлено позднее, рукопись Пьеро не имела титульного листа). Датировка произведения не определена, приблизительно: 1460—1470-е гг..
Дж. Вазари писал о научной работе художника следующим образом: «Пьеро, как говорилось, был в искусстве весьма прилежным и много занимался перспективой, а также обладал отличнейшими познаниями в Эвклиде настолько, что лучше любого другого геометра понимал, как лучше всего проводить круги в правильных телах, и именно он пролил свет на эти вопросы, а мастер Лука из Борго, монах-францисканец, писавший о геометрически правильных телах, недаром был его учеником; и когда Пьеро, написав много книг, состарился и умер, названный мастер Лука, присвоив их, напечатал их как свои, поскольку они попали к нему в руки после смерти мастера».

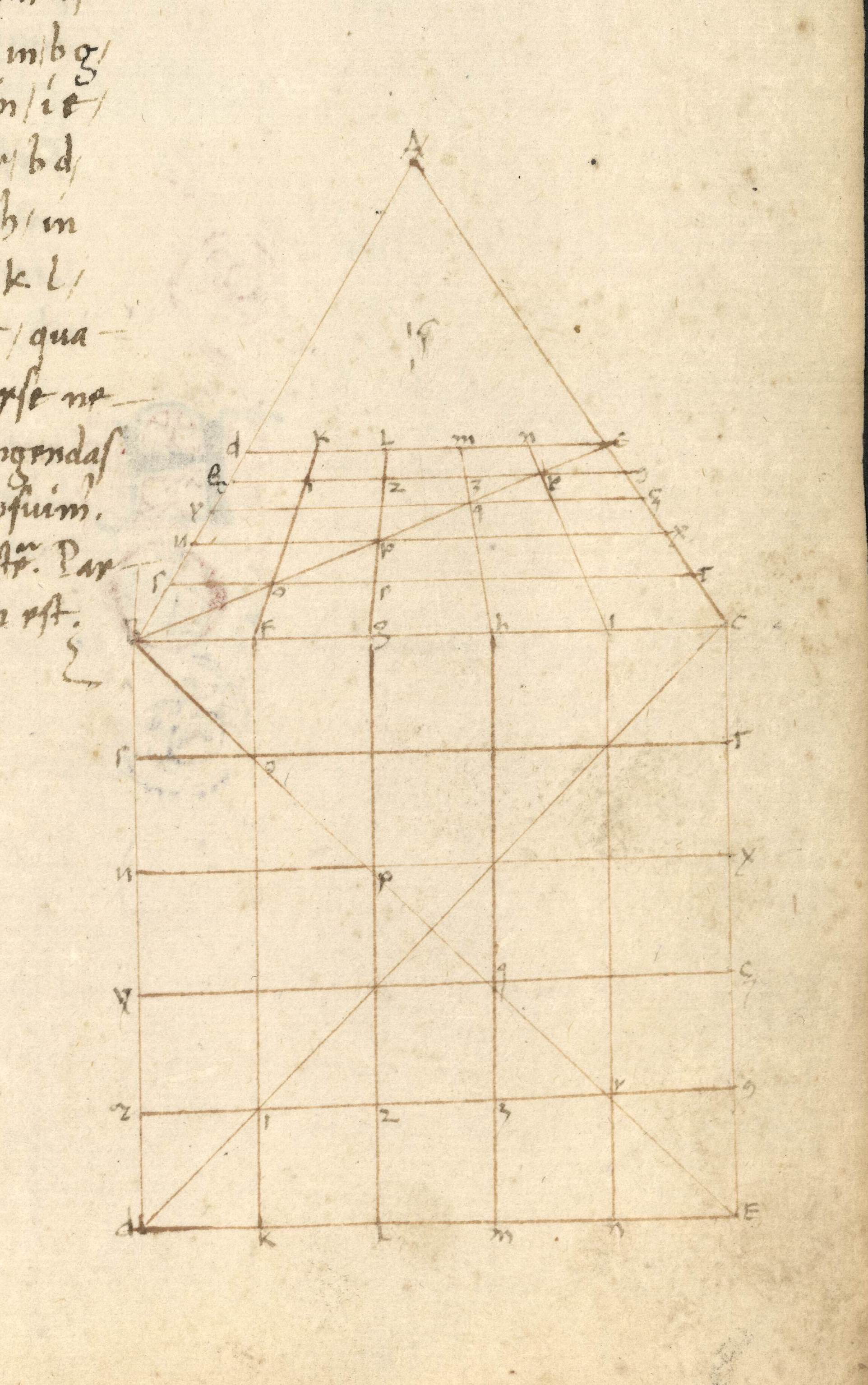
Лист из трактата «О живописной перспективе». Манускрипт из Бордо. 1487
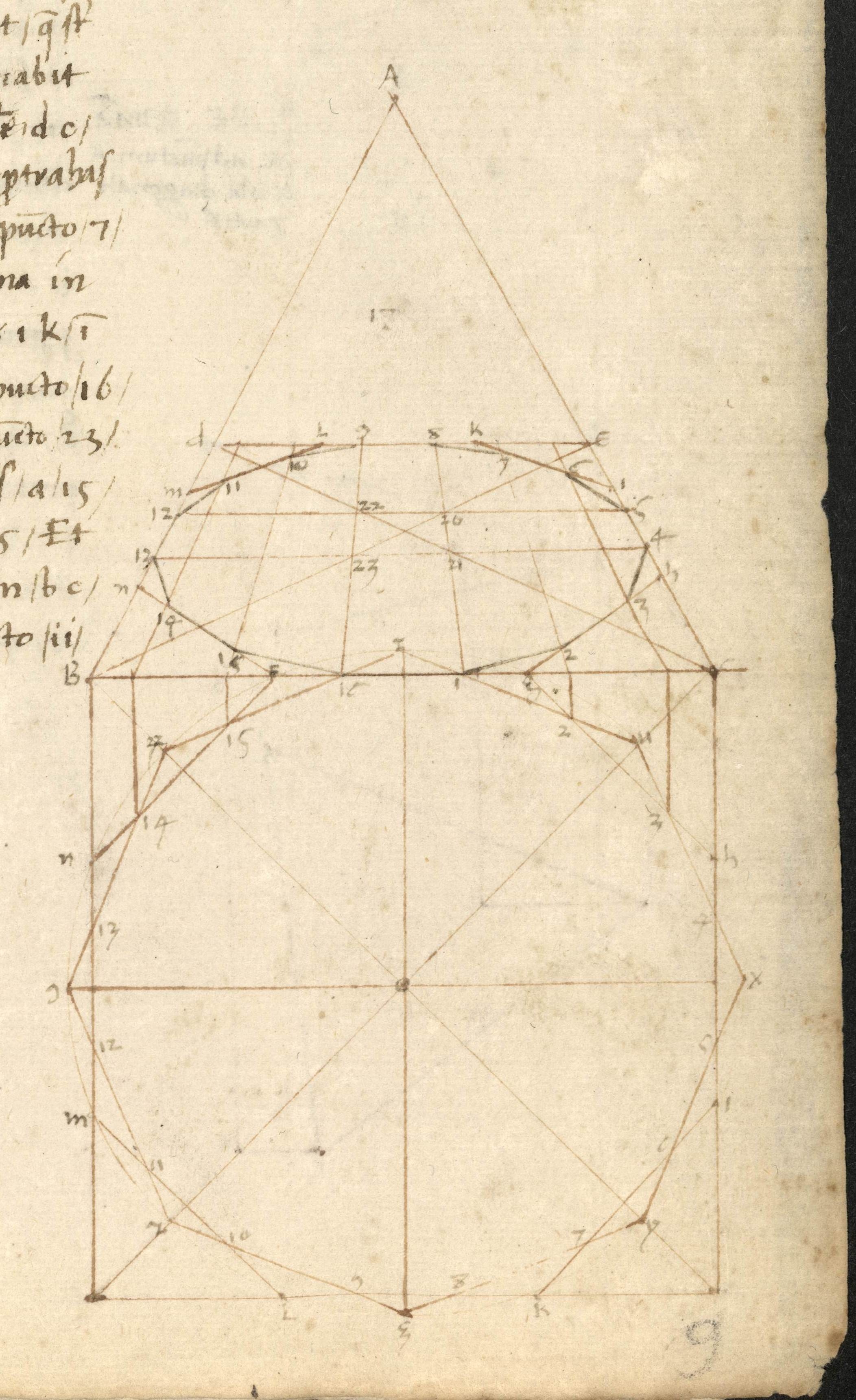
Лист из трактата «О живописной перспективе»
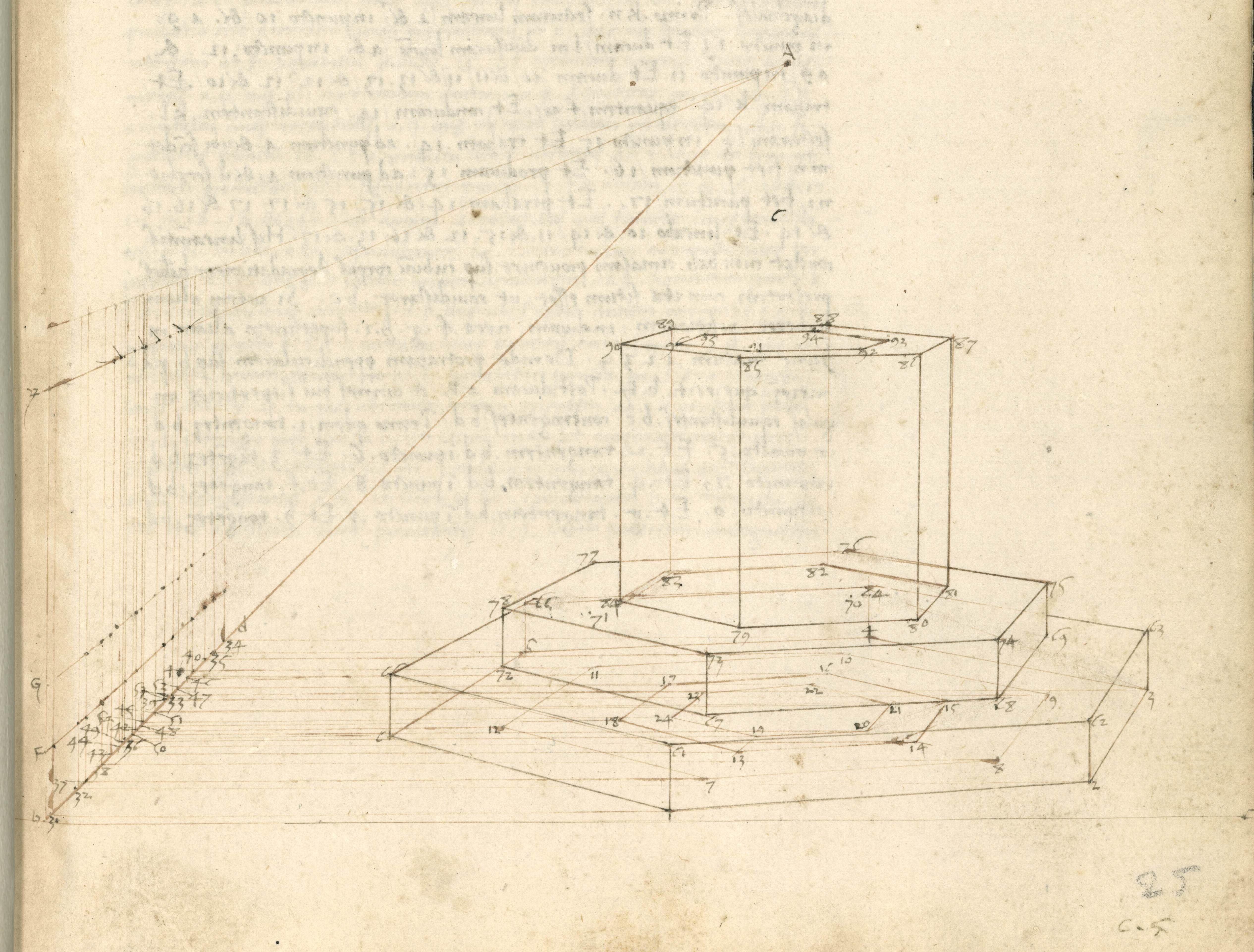
Лист из трактата «О живописной перспективе»
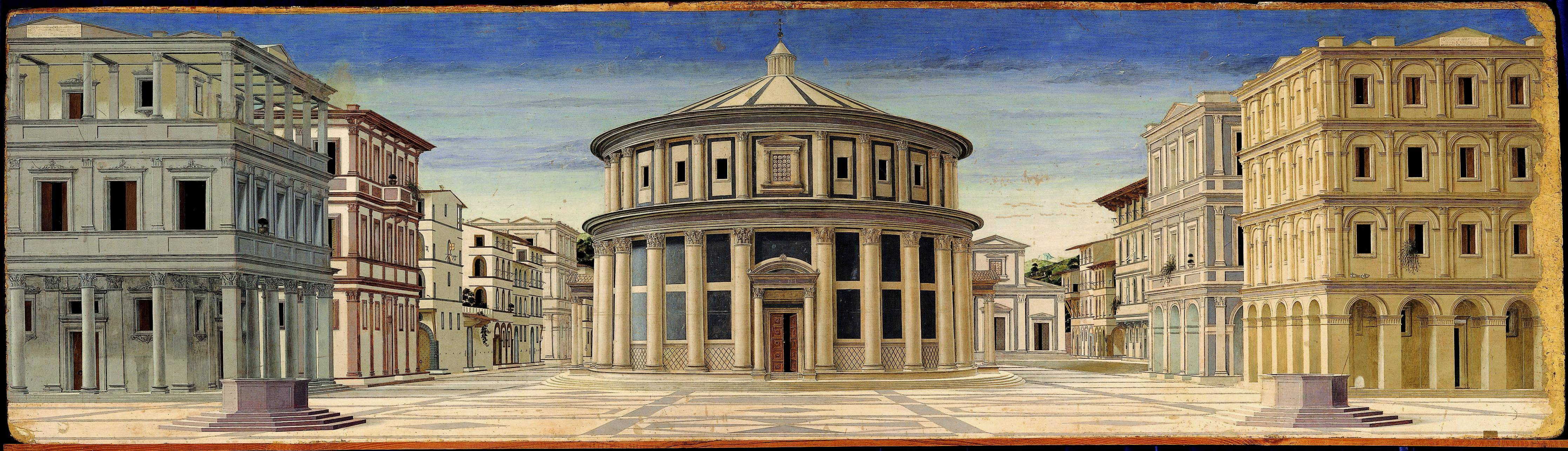
Идеальный город. Ок. 1480 г. Дерево, темпера, масло. Национальная галерея Марке, Урбино